# Santa Cruz, Malinaltepec
Santa Cruz är en ort i Mexiko.   Den ligger i kommunen Malinaltepec och delstaten Guerrero, i den sydöstra delen av landet, 270 km söder om huvudstaden Mexico City. Santa Cruz ligger 1 110 meter över havet och antalet invånare är 216.
Terrängen runt Santa Cruz är kuperad åt sydväst, men åt nordost är den bergig. Runt Santa Cruz är det ganska glesbefolkat, med 43 invånare per kvadratkilometer. Närmaste större samhälle är Tilapa, 0,44 km söder om Santa Cruz. I omgivningarna runt Santa Cruz växer i huvudsak städsegrön lövskog.